# Corio
Corio (piemontiul: Cheuri, okcitánul: Koeri) település Olaszországban, Lombardia régióban, Torino megyében. Lakosainak száma 3028 fő (2023. január 1.). Corio Balangero, Coassolo Torinese, Forno Canavese, Grosso, Locana, Nole, Pratiglione, Sparone, Mathi és Rocca Canavese községekkel határos.

## Népesség
A település népességének változása:
| Lakosok száma | 3260 | 3250 | 3028 |
|               | 2017 | 2018 | 2023 |